# Строешти (Сучава)
Строешти (рум. Stroeşti) насеље је у Румунији у округу Сучава у општини Стројешти. Oпштина се налази на надморској висини од 353 m.

## Становништво
Према подацима из 2011. године у насељу је живело 3524 становника.